# Lijst van burgemeesters van Krommenie
Dit is een lijst van burgemeesters van de voormalige Nederlandse gemeente Krommenie in de provincie Noord-Holland. In 1974 ging Krommenie op in de nieuwe gemeente Zaanstad.
| Ambtsperiode | Naam burgemeester                                                       | Partij of stroming | Bijzonderheden |
| ------------ | ----------------------------------------------------------------------- | ------------------ | --- |
| 1795 - 1836  | Jacobus (J.) Alberti                                                    |                    | Schout/maire/burgemeester. |
| 1836 - 1850  | Dirk (D.) van der Wardt                                                 |                    | |
| 1850         | Dirk (D.) van Leyden (1803-1850)                                        |                    | |
| 1850 - 1856  | Jan (J.) Schaap                                                         |                    | |
| 1857 - 1866  | Cornelis (C.) Walig                                                     |                    | Vader van de latere burgemeester Jan Walig. |
| 1866 - 1884  | Klaas (K.) van Eden (1821-1884)                                         |                    | |
| 1884 - 1890  | Arend François Louis Gerard Henri (A.F.L.G.H) van den Steen van Ommeren |                    | Later burgemeester van Nijkerk. |
| 1891 - 1893  | Dirk (D.) Koeleman                                                      |                    | |
| 1894 - 1896  | Jan (J.) Walig                                                          |                    | Zoon van de eerdere burgemeester Cornelis Walig.                                                                                                 |
| 1896 - 1898  | Mathile Jacques (M.J.) Chevallier                                       |                    | Eerder burgemeester van Schoonhoven, aansluitend burgemeester van Valburg.                                                                       |
| 1898 - 1909  | Jacob (J.C.P.) Mossel                                                   |                    | |
| 1909 - 1915  | Pieter (P.) Lammerschaag                                                |                    | |
| 1916 - 1938  | Hendrik (H.) Klerk Jz.                                                  |                    | |
| 1938 - 1942  | Jan (J.) Kalff                                                          |                    | Ontslagen door de Duitsers. |
| 1942 - 1944  | Anton Gerrit (A.G.) Jongsma                                             | NSB                | |
| 1945 - 1947  | Jan (J.) Kalff                                                          |                    | Aansluitend burgemeester van Heiloo. |
| 1947 - 1965  | Jan (J.C.A.) Provily                                                    |                    | |
| 1966 - 1971  | Freerk (F.) Tjaberings                                                  | PvdA               | Voorafgaand burgemeester van Muntendam en in een deel van die periode waarnemend burgemeester van Zuidbroek. Aansluitend burgemeester van Hoorn. |
| 1971 - 1973  | Gosse (G.) Oosterbaan                                                   | PvdA               | Voorafgaand burgemeester van Zaandijk. |